# Rodeo (gemeente)
Rodeo is een van de 29 gemeentes in de Mexicaanse staat Durango. De gemeente heeft een totaal oppervlakte van 1854,9 vierkante kilometer. Sinds 2005 telt de gemeente 11.231 inwoners.